# Sjeresjevskaja Pusjtja
Sjeresjevskaja Pusjtja (ryska: Шерешевская Пуща) är en skog i Belarus.   Den ligger i voblasten Brests voblast, i den västra delen av landet, 280 km sydväst om huvudstaden Minsk.
I omgivningarna runt Sjeresjevskaja Pusjtja växer i huvudsak blandskog. Runt Sjeresjevskaja Pusjtja är det ganska glesbefolkat, med 22 invånare per kvadratkilometer.